# Camille Paglia

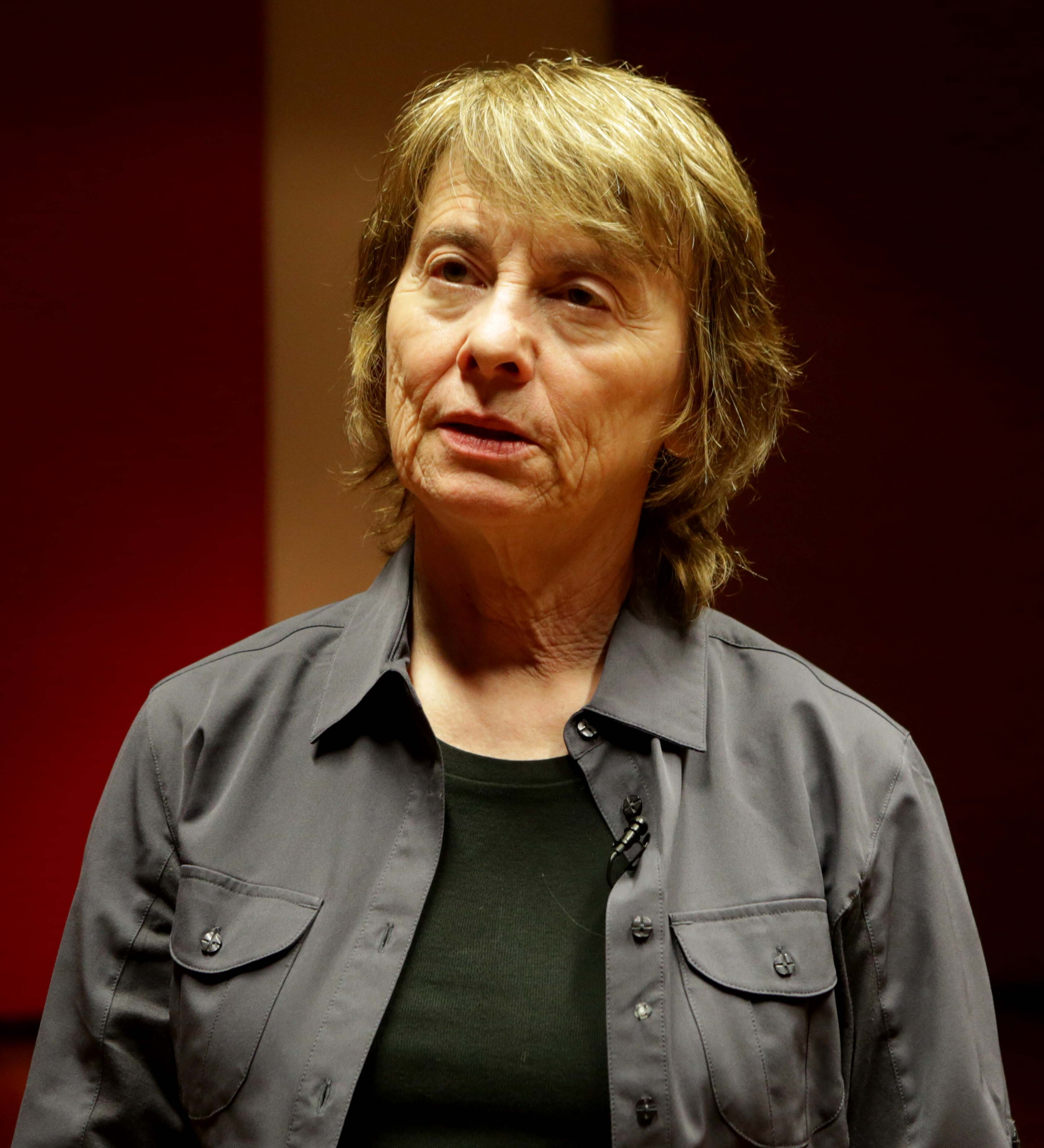
Camille Paglia (in São Paulo, 2015)

Camille Anna Paglia (* 2. April 1947 in Endicott, New York) ist eine US-amerikanische Kunst- und Kulturhistorikerin. Paglia ist Professorin für Geistes- und Medienwissenschaft (Humanities and Media Studies) an der University of the Arts in Philadelphia.

## Leben

### Jugend und Ausbildung
Camille Anna Paglia wurde 1947 in Endicott, New York, geboren. Sie war das älteste von drei Kindern von Pasquale Paglia und Lydia Anna Paglia, geborene Colapietro, und wuchs in einer italienischen Einwandererfamilie auf. 1971 erwarb sie den Master-Titel der Philosophie an der Yale University.

### Akademische Laufbahn
Im Herbst 1972 trat sie ihre erste Dozenten-Stelle am Bennington College an. 1973 erschien ihr Aufsatz Lord Hervey and Pope in der Zeitschrift 18th century Studies. Die Literaturbeilage der Times pries diese Arbeit am 2. November 1973 als brillant. Ihr Aufsatz The Apollonian Androgyne and the Faerie Queen (Das apollinisch Androgyne und die Faerie Queen) erschien im Winter 1979. Im gleichen Jahr trat sie nach Streitigkeiten bezüglich ihres Privatlebens von ihrer Stelle zurück.
In den frühen 1980er Jahren vollendete Camille Paglia ihr Buch, fand aber zunächst keinen Verlag für die Publikation. Ihren Lebensunterhalt verdiente sie durch Lehraufträge in Yale, bei verschiedenen Colleges in Connecticut und beim Hubschrauberhersteller Sikorsky.
1984 bekam sie schließlich eine Professur am Philadelphia College of Performing Arts, das sich 1987 mit seiner Nachbarschule, dem Philadelphia College of Art, zur University of the Arts zusammenschloss. In den folgenden Jahren setzte Paglia ihre Lehrtätigkeit fort, während sie ihr Manuskript für Sexual Personae komplettierte. Ein Kapitel daraus, der Essay Oscar Wilde und der englische Androgyn (Epicene) erschien 1988 in der Zeitschrift Raritan. 1986 erschien ihr Essay  Nature, Sex, and Decadence im Buch Pre-Raphaelite Poets bei Harold Bloom.
1996 war sie in dem Film The Watermelon Woman zu sehen; in der Produktion verkörperte sie eine parodistische Version ihrer selbst, die die positiven Aspekte von filmischen Stereotypen erläutert.
Ihr Werk Sexual Personae, das zuvor von sieben Verlagen und fünf Literaturagenten abgelehnt worden war, fand schließlich in der Yale University Press seinen Verlag und erschien 1990. Die deutsche Übersetzung erschien 1992 unter dem Titel Die Masken der Sexualität.

### Privatleben
Im Jahr 1978 war Camille Paglia mit einer Geliebten, einer ehemaligen Studentin, auf einer universitären Tanzveranstaltung und wurde von einem Studenten körperlich angegriffen. Camille Paglia erstattete Anzeige. Die reichen Eltern ihrer Geliebten wandten sich jedoch gegen sie. Sie wandten sich an die Hochschulverwaltung mit dem Ansinnen, dass bekennende Homosexuelle keine Arbeit am College finden sollten und dass sie ihre Tochter nicht zu solch einer Einrichtung schicken würden. Nach einem längeren Disput mit der Verwaltung akzeptierte Camille Paglia schließlich ihre Beurlaubung und trat ein Jahr später von ihrer Stelle zurück.
Anfang der 1990er Jahre starben einige ihrer engsten Freunde an AIDS und ihr Vater an Krebs. Bis 2007 lebte sie 14 Jahre lang zusammen mit ihrer Partnerin Alison Maddex, deren Sohn sie gemeinsam erzogen.

## Werk
Paglia vertritt den Anspruch, die Geschichte von Literatur und Kunst aus dem Kerker der akademischen Lehre und Bibliotheken zu befreien (Paglia). Hierzu versucht sie, Literatur, Kunstgeschichte und Religion in ihrem Zusammenhang zu betrachten. In ihre Untersuchungen bezieht sie die klassische bildende Kunst und Literatur, aber ebenso die Popkultur und populäre kulturelle Erscheinungen wie Sport und Videoclips ein.
Durch ihre Studien der Klassiker und von Werken von Jane Ellen Harrison, James George Frazer, Erich Neumann entwickelte Camille Paglia ihre Theorie einer Sexualhistorie, die im Widerspruch zu den Ideen stand, die zu jener Zeit en vogue waren. Das war der tiefere Grund für ihre Konflikte mit Kate Millett, Marija Gimbutas, Carolyn Heilbrun und anderen führenden bürgerlichen Feministinnen jener Zeit. Paglia schreibt: Die libertären Bewegungen der Moderne kranken an unaufgelösten inneren Widersprüchen [...] Die Feministinnen, die sich bemühen, der Sexualität Gewaltverhältnisse auszutreiben, wenden sich gegen die Natur. [...] Sexualität ist etwas Dämonisches.
Mit ihrer Dissertation Sexual Personae: The Androgyne in Literature and Art (Masken der Sexualität: Das Androgyne in Literatur und Kunst) 1974 bezog sie hier deutlich Stellung. Gleichzeitig war sie eine bekennende Lesbe aus einfachen italienischstämmigen Verhältnissen und damit auch gegenüber dem konservativen akademischen White Anglo-Saxon Protestant Mainstream, soweit noch vorhanden, im Hintertreffen.
Ihr besonderes Augenmerk gilt der Beziehung zwischen Natur, Zivilisation und Kunst und insbesondere der Sexualität als heikler Schnittstelle zwischen Natur und Kultur. Sie wendet sich sowohl gegen die Idee, Sexualität und Natur aus der Kunst zu verdrängen, als auch gegen die Romantisierung der Devise Zurück zur Natur. Paglia sieht amoralische, aggressive, sadistische, voyeuristische und pornographische Elemente als untrennbare Bestandteile der hohen Kunst, die von der akademischen Kunst- und Literaturwissenschaft ignoriert oder vertuscht worden seien. Auf der anderen Seite warnt sie davor, diesen Elementen in der Realität freien Lauf zu lassen: Der Verzicht auf gesellschaftliche Kontrolle, die völlige Freiheit des Menschen, ein Zurück zur Natur sei gleichbedeutend mit einer Entfesselung von Gewalt und Lust. Gesellschaft sei kein Verbrechen, sondern die Kraft, die das Verbrechen im Zaum hält.
Der einleitende Essay zu ihrem Hauptwerk Sexual Personae trägt den Titel: Sexualität und Gewalt oder: Natur und Kunst. Sie schreibt darin: Sexuelle Freiheit, Befreiung der Sexualität: moderne Illusionen. Wir sind hierarchiebewußte Tiere. [...] In der Natur herrscht rohe Gewalt als Gesetz – der Stärkste überlebt. In der Gesellschaft gibt es Schutzvorkehrungen für die Schwachen. [...] Wenn die gesellschaftlichen Kontrollmechanismen erlahmen, dann bricht sich die angeborene Grausamkeit des Menschen Bahn. Wo sexuelle Befreiung versucht oder erreicht werde, sei der Sadomasochismus nicht weit. Hierzu schreibt sie: Dieses Buch übernimmt die Perspektive von de Sade, des am wenigsten gelesenen von allen großen Autoren der westlichen Literatur.

### Deutung der klassischen Kunstgeschichte
Die gesamte westliche Kultur- und Kunstgeschichte sieht Paglia im Spannungsfeld zwischen zwei Prinzipien: Auf der einen Seite die Hingabe an die rohe, faszinierende Natur des Menschen, vor allem seine sexuelle Natürlichkeit, einschließlich ihrer dunklen, gefährlichen und gewaltsamen Facetten. Dies bezeichnet sie als das chthonische, das zur Erde gehörige Prinzip. Auf der anderen Seite versuche der westliche Mensch seine Integrität als Person gegenüber dem blinden Mahlen der unterirdischen Gewalten, dem endlosen, langsamen Sog, Schlamm und Morast zu behaupten: Durch Konzentration auf das Schöne, durch Ordnung, durch Vernunft und Logik, durch Vergegenständlichung. Dies bezeichnet sie als das apollinische Prinzip. Kunst, so schreibt sie, ist Form, die darum ringt, aus dem Alptraum der Natur zu erwachen. [...] Kunst ist zauberkräftiger Bann, [...] ist Ordnung.
Obwohl Camille Paglia kämpferische Feministin in dem Sinne ist, dass sie sich für die politische, berufliche und gesellschaftliche Gleichberechtigung der Frau einsetzt, vertritt sie die Auffassung, dass eher die Männer das apollinische Prinzip vertreten und damit diejenigen seien, die Kunst, Kultur, Wissenschaft und Zivilisation vorangetrieben hätten. Sie begründet dies direkt mit der biologischen Rolle von Mann und Frau. Alle Kulturleistung sei ein Ausweichen in apollinische Transzendenz, die Männer seien anatomisch für solche Projektionen prädestiniert. Aber, so schreibt sie weiter, wie bei Ödipus zu sehen, kann Vorherbestimmung ein Fluch sein. Der Mann sei prädestiniert für die Tragödie, für das klassische Drama von Aufstieg und Sturz. Die These von der zunehmenden Bedeutungslosigkeit der Dwem, der dead white European men (deutsch „toter weißer europäischer Männer“), wie auch den modisch werdenden Diskurs der politischen Korrektheit konterkarierte sie damit mehrfach.
Öffentliche Aufmerksamkeit erregte Camille Paglia erstmals mit ihrem 1990 erschienenen zweibändigen Werk Sexual Personae, das auf Deutsch unter dem Titel Die Masken der Sexualität erschienen ist. Einen Bogen von der Antike über die Renaissance und Romantik bis zur Moderne schlagend, untersucht sie in essayartigen, abgeschlossenen Einzelkapiteln, die sich jeweils mit einem einzelnen bedeutenden Künstler, einer Kunstrichtung oder Zeiterscheinung befassen, die Manifestationen des chthonischen und des apollinischen Prinzips in der westlichen Kunstgeschichte. Paglia wurde deswegen als bête noire des Feminismus bezeichnet.
Sexual Personae wurde zunächst von einigen Verlagen abgelehnt, nach seiner Veröffentlichung jedoch ein Bestseller, für eine wissenschaftliche Veröffentlichung eine seltene Errungenschaft.

### Umgang mit der Popkultur
Im selben Jahr begann sie in Zeitungen und Magazinen über Populärkultur und Feminismus zu schreiben. Mit ihren Thesen provozierte sie sowohl Feministinnen als auch konservative und linke Intellektuelle und wurde zu Gegenstand und Teilnehmerin lebhafter öffentlicher Debatten. 1991 erschien unter der Überschrift Woman Warrior (etwa: Die Kriegerin) eine Titelgeschichte über sie im Magazin The New Yorker. Eine Kritik an Susan Sontag erschien unter dem programmatischen Titel Sontag, bloody Sontag.
1991 bezeichnete Paglia in einer spektakulären Vorlesung am MIT die postmoderne Philosophie etwa Foucaults oder Lacans als „französischen Quatsch“ (french rot), der für die Krise der amerikanischen Universitäten sowie die Lebensfremdheit ihrer Absolventen verantwortlich sei.
Im Essay Sexualität und Gewalt kommentiert sie die Femme Fatale als wichtigste Figur unter den dämonischen Archetypen des Weiblichen, die für die unbeherrschbare Nähe der Natur stünden. Die Femme Fatale sei die Wiederkehr des Verdrängten, die Ausgeburt des schlechten Gewissens, das der Westen gegenüber der Natur hat. Sie sei eine Extrapolation aus biologischen Gegebenheiten der Frau, wie die Vagina dentata, die gezahnte Vagina: beide ein schaurig direktes Sinnbild weiblicher Macht und männlicher Angst. Denn Kastration sei die Gefahr, der sich jeder Mann beim Geschlechtsverkehr mit einer Frau aussetzt, wobei der latente Vampirismus der Frau [...] eine Konsequenz ihrer mütterlichen Funktion sei. Paglia sei überzeugt von der Amoralität des Instinktlebens.
1992 erschien ihre Artikelsammlung Sex, Art and American Culture, das an vielen amerikanischen Hochschulen lebhaft und kontrovers aufgenommen wurde. Darin bezeichnet sie sich zum Beispiel als waschechten Madonna-Fan, denn Madonna verkörpere die Zukunft des Feminismus, sie habe die babylonische Hure, die heidnische Göttin wiederauferstehen lassen.
1994 erschien Vamps and Tramps. Einige Mainstream-Vertreterinnen des Feminismus und einige linksliberale Stimmen warfen Camille Paglia Misogynie vor und zählten sie zum damals intensiv debattierten antifeministischen Backlash. Paglia wies diese Vorwürfe zurück. Sie publiziert weiterhin in Publikums- und Fachzeitschriften, beispielsweise im Magazin Interview.
In der Clinton-Lewinsky-Affäre war Paglia eine der wenigen prominenten Intellektuellen, die sich für eine Bestrafung von Präsident Clinton einsetzten: Es habe sich um Machtmissbrauch mit Folgen für die gesamte Gesellschaft gehandelt. Der Präsident müsse ein integrierendes, stabilisierendes Element innerhalb der Gesellschaft sein. Gegenüber diesem Anspruch habe er versagt, indem er sich einer leichtsinnigen sexuellen Affäre hingegeben habe.
Paglia äußerte sich skeptisch gegenüber der Theorie der menschengemachten globalen Erwärmung. Sie sei nicht wissenschaftlich stichhaltig begründet, sondern Ausdruck eines Hungers nach Gläubigkeit und Apokalypse, nachdem die gewöhnliche Kirche in eine richtungslose feel-good-Therapie verwandelt worden sei.

### Deutschsprachige Übersetzung im neurechten Antaios-Verlag
Anfang 2018 wurde ihr 2017 erschienenes Buch Free Women, Free Men: Sex, Gender, and Feminism unter dem deutschen Titel Frauen bleiben, Männer werden. Sex, Gender, Feminismus im neurechten Verlag Antaios des Ehepaars Götz Kubitschek und Ellen Kositza aufgelegt. Ellen Kositza erklärte in einer ihrer Besprechungen verlagseigener Neuerscheinungen bei YouTube, wie sie vor vielen Jahren auf Paglia gestoßen sei, und wertete das Publikumsinteresse am Buch als Ausdruck einer Hinwendung zum „Antifeminismus“. Am 3. April 2018 erschien in der Süddeutschen Zeitung ein Interview von Lilli Heinemann mit Camille Paglia unter dem Titel „Schockiert und abgestoßen“, in dem sich die Autorin über den Umgang Kubitscheks mit ihr und ihrem Buch empörte. Die deutschsprachige Ausgabe musste schließlich Mitte April 2018 aufgrund einer Klageandrohung Paglias vom Markt genommen und makuliert werden.

### Veröffentlichungen (Auswahl)
- Sexual Personae: The Androgyne in Literature and Art (Dissertation 1974)
- Sexual Personae: Art and Decadence from Nefertiti to Emily Dickinson 1990
  - Die Masken der Sexualität. Aus dem Amerikanischen von Margit Bergner, Ulrich Enderwitz und Monika Noll. Berlin: Byblos Verlag. ISBN 3-929029-06-5; München: DTV, 1996. ISBN 3-423-08333-6
  - Deutsche Ausgabe des einleitenden Essays: Sexualität und Gewalt oder: Natur und Kunst. In: Die Masken der Sexualität. München: DTV, 1996. ISBN 3-423-30454-5
- Sex, Art and American Culture: Essays 1992
  - Der Krieg der Geschlechter : Sex, Kunst und Medienkultur. Aus dem Amerikan. von Margit Bergner ... Berlin: Byblos Verlag, 1993. ISBN 3-929029-18-9
- Vamps and Tramps: New Essays 1994 ISBN 0-679-75120-3
- The Birds 1998
  -  Die Vögel. Der Filmklassiker von Alfred Hitchcock. Europa Verlag, Hamburg und Wien 2000, ISBN 3-203-84107-X
- Audiokommentar zu Basic Instinct, dem Spielfilm von Paul Verhoeven. DVD, Kinowelt GmbH, 2005 (4 006680 034164).
- Break, Blow, Burn: Camille Paglia Reads Forty-three of the World's Best Poems 2005 ISBN 0-375-42084-3; New York, Vintage Books, 2006. ISBN 978-0-375-72539-5
- Glittering Images: a journey through art from Egypt to Star Wars. Pantheon, New York, 2012. ISBN 978-0-375-42460-1
- Free Women, Free Men: Sex, Gender, and Feminism. Pantheon, New York, 2017. ISBN 978-0-375-42477-9

## Filme
In Bra Wars – Hollywoods Affäre mit dem BH, einem deutschen Dokumentarfilm über die Geschichte des Büstenhalters und die Beeinflussung durch Hollywood, ist Paglia eine der zentralen Interviewexpterinnen.